# Esporte do Paraguai

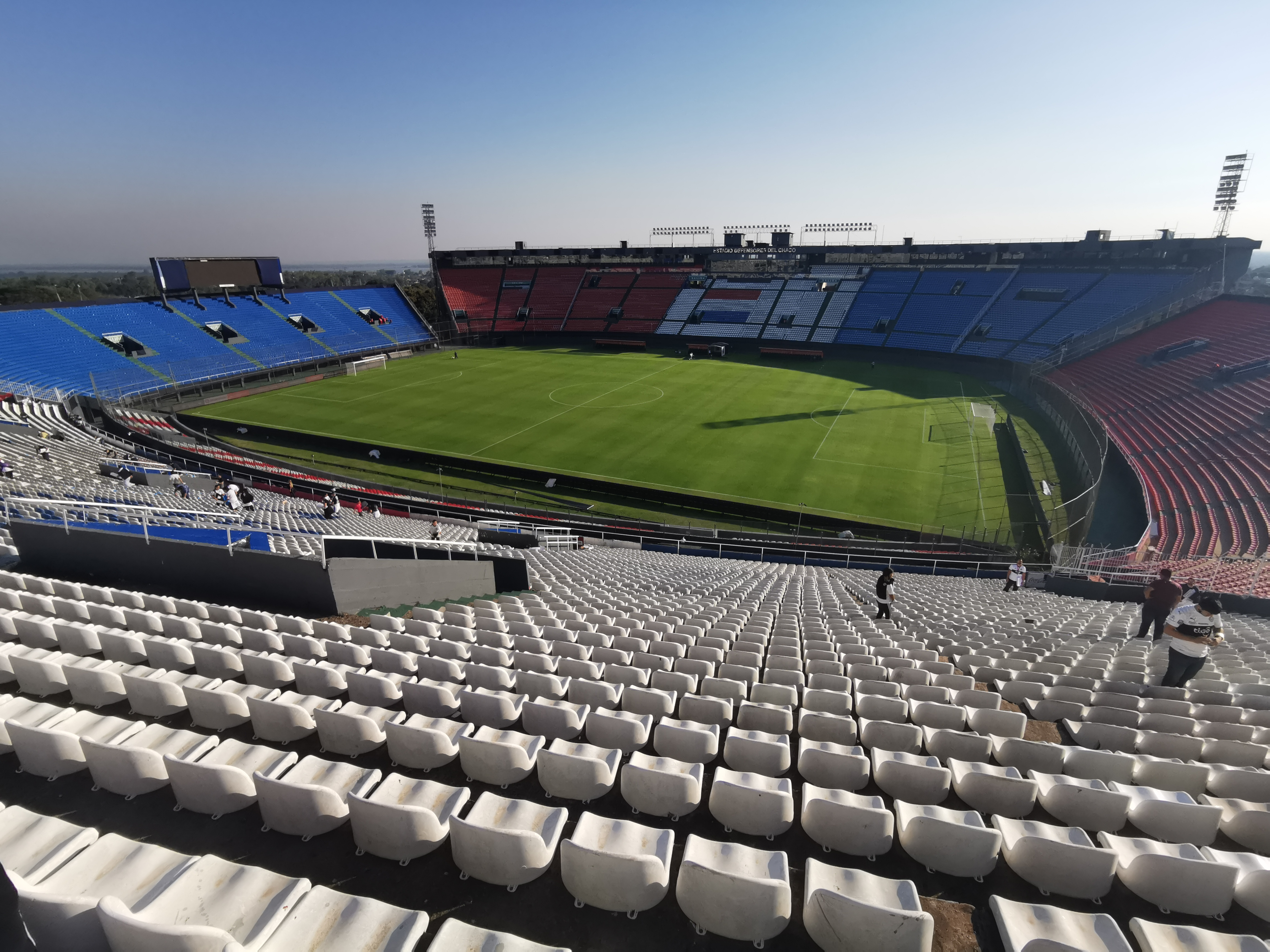
Estádio Defensores del Chaco em Assunção.

O Esporte do Paraguai é amplo e diversificado, com muitas modalidades sendo praticadas no país.

## Futebol no Paraguai
O esporte mais praticado e mais popular no país é o futebol. A seleção do Paraguai é uma das mais fortes do continente, tendo sido, por duas vezes (1953 e 1979), campeã da Copa América. Também conquistou a medalha de prata nas Olimpíadas de Atenas de 2004, sendo a única no país até então. Também participou oito vezes da Copa do Mundo de Futebol, sendo sua melhor participação em 2010, quando chegou às quartas de final pela primeira vez.
No momento da criação da Liga Paraguaia de Futebol, criada em 1906, o país já possuía cinco clubes de fuebol, todos sediados em sua capital e em Ypacaraí. Os torneios atléticos passaram a se desenvolver nos primeiros anos da década de 1920, época em que foi criada a Federação Paraguaia de Voleibol, em 1928. Anos mais tarde, o país fundou a Associação Desportiva Paraguaia, em 1936, tendo como seu primeiro presidente Tomás Bartrina.
Os clubes mais populares são o Olimpia, apelidado localmente de "El Decano", por ter o maior número de títulos nacionais e internacionais, sendo também o primeiro a ser fundado. Outra equipe popular é o Cerro Porteño apelidado de "El Ciclón", é a segunda equipe com maior número de títulos a nível nacional. O Libertad, apelidado de "El Gumarello", é outro dos clubes mais importantes do país, por ser o terceiro time com mais campeonatos oficiais. Outros clubes relevantes são Guaraní, Nacional, Sportivo Luqueño, Sol de América, entre outros. Por outro lado, o Paraguai é a sede da Confederação Sul-Americana de Futebol (Conmebol), na cidade de Luque. Entre os jogadores paraguaios mais conhecidos estão Arsenio Erico - considerado pela FIFA como o melhor futebolista do país de todos os tempos - José Luis Chilavert, Catalino Rivarola Méndez, Fabián Balbuena, Roque Santa Cruz, Salvador Cabañas, Carlos Gamarra, José Saturnino Cardozo, Gustavo Gómez, Romerito, Roberto Cabañas, Francisco Javier Arce Rolón, entre outros.

## Outros esportes
Depois do futebol, o esporte mais popular é o rally, cujo evento mais tradicional é o Rally Trans-Chaco, realizado desde 1971. O esporte amador que mais cresceu no país nos últimos anos é o rugby. Outros esportes praticados são basquetebol, hóquei, vôlei, handebol, remo, golfe, patinação artística sobre rodas e natação, cujo principal representante é Benjamin Hockin.
No tênis, Víctor Pecci venceu o Torneio de Roland Garros na categoria júnior em 1973 e foi vice-campeão na categoria profissional em 1979. Rossana de los Ríos repetiu Pecci em 1992 com o título júnior de Roland Garros. Na Copa Davis, o Paraguai competiu pela primeira vez na edição de 1931, e só voltou a competir em 1982. Seu melhor resultado foi chegar às quartas de final do Grupo Mundial por quatro vezes, em 1983, 1984, 1985 e 1987.